# Barão Vermelho
Barão Vermelho è un gruppo rock brasiliano fondato nel 1981 a Rio de Janeiro.

## Storia
Dopo aver visto uno spettacolo dei Queen all'Estádio do Morumbi, a San Paolo, Guto Goffi e Maurício Barros, due studenti liceali, sentirono il desiderio di creare una band. Nell'ottobre del 1981, formarono un duo, chiamandolo col soprannome dell'aviatore tedesco Manfred von Richthofen (il Barone Rosso appunto), principale nemico degli Alleati nella Prima Guerra Mondiale. Pochi giorni dopo alla formazione si aggiunsero il bassista Dé Palmeira e il chitarrista Frejat.
Le prove si svolgevano sempre a casa dei genitori di Maurício ma poiché la band non aveva ancora un cantante, tramite un compagno di scuola Guto riuscì a mettersi in contatto col musicista Leo Jaime. Ma questi suggerì loro di ingaggiare il suo amico Cazuza, che completò così il gruppo.
Il primo spettacolo ebbe luogo nel novembre 1981. Già l'anno dopo la fama del gruppo iniziò a diffondersi, arrivando alle orecchie di Guto Graça Mello, che produsse per l'etichetta Som Livre il primo album della band, l'eponimo Barão Vermelho, registrato in settembre e contenente le canzoni Down em Mim, Ponto Fraco, Todo Amor Que Hár Nessa Vida e Bilhetinho Azul. Dopo un tour nazionale, la band tornò in studio e registrò il secondo album, Barão Vermelho 2, pubblicato nel 1983 dalla Som Livre.
Sebbene il quintetto sembrasse promettente, le stazioni radio si rifiutarono inizialmente di trasmettere le loro canzoni. Lo sdoganamento avvenne quando Caetano Veloso dichiarò che Cazuza era grande poeta: egli inserì quindi la canzone Todo Amor Que Hár Nessa Vida nel suo repertorio. La band fu chiamata a comporre diverse canzoni del film Bete Balanço, diretto da Lael Rodrigues. La pellicola uscì nel 1984 e fu un successo, contribuendo così a rendere molto popolare il gruppo. Sempre nel 1984 la Som Livre poté lanciare il loro terzo album,  Maior Abandonado, che vendette più di 100mila copie in soli sei mesi.
Nello stesso anno, il gruppo suonò con l'Orchestra Sinfonica Brasiliana e fu invitato ad aprire gli spettacoli internazionali della prima edizione del Rock in Rio, il 15 gennaio 1985, lo stesso giorno in cui ebbero luogo le prime elezioni presidenziali in Brasile dopo oltre vent'anni di governo militare.
Dopo tanto successo, era chiaro a tutti che la carriera della band era consolidata. Cazuza tuttavia aveva già espresso il desiderio di avviare una carriera da solista: l'addio al gruppo fu annunciato al pubblico al termine di uno spettacolo e provocò la crisi della forte amicizia che univa Cazuza e Frejat (ma i due si riconciliarono nel 1988). 
Frejat divenne il nuovo cantante della band, che nel 1986 pubblicò il suo quarto album, Declare Guerra, con composizioni di Arnaldo Antunes e Renato Russo. Tuttavia il gruppo non poté più appoggiarsi alla Som Livre, in quanto l'etichetta era controllata da João Araújo, il padre di Cazuza. La band allora firmò un contratto con la WEA e incise il quinto album, Rock'n Geral, che prevedeva una partecipazione più attiva da parte dei vari membri nelle composizioni. L'album, nonostante avesse ricevuto buone recensioni, non vendette neanche 15mila copie. L'anno successivo Maurício Barros lasciò la formazione.
La band, che contava ormai solo tre membri fondatori, pubblicò il sesto album, Carnaval, nel 1988, mescolando heavy rock e testi romantici. L'album ebbe successo grazie al brano Pense e Dance, che venne inserito nella fortunata telenovela Senza scrupoli, prodotta da Rede Globo, e garantì al gruppo l'opportunità di aprire il tour di Rod Stewart in Brasile.
Nel 1989, con la popolarità ancora in crescita, il gruppo pubblicò il suo primo album live, Barão ao Vivo, registrato l'1, 2 e 3 giugno 1989 al Damaxoc, a San Paolo. Nello stesso anno, con la riconciliazione di Cazuza e i suoi ex compagni, la Som Livre pubblicò la raccolta Melhores Momentos: Cazuza e Barão Vermelho, contenente anche la canzone Eu Queria Ter Uma Bomba, che pur avendo visto la luce qualche anno prima era stata inserita solo nella colonna sonora della telenovela A Gata Comeu. Nella band entrarono il chitarrista Fernando Magalhães e il percussionista Peninha.
Nel 1990, dopo alcuni disaccordi, il bassista Dé Palmeira abbandonò il gruppo, lasciando il posto a Dadi Carvalho, ex membro dei gruppi A Cor do Som e Novos Baianos. Nello stesso tempo Maurício Barros ritornò alle tastiere. Il gruppo quindi pubblicò il settimo album in studio, Na Calada da Noite, contenente O Poeta Está Vivo, un omaggio a Cazuza, morto il 7 luglio dello stesso anno dopo aver lottato per un lustro contro l'AIDS.
Nel 1991, la band fu scelta per l'inaugurazione del programma Acústico MTV, su MTV Brasil. Nel 1991 e nel 1992, il gruppo ottenne il Premio Sharp come miglior gruppo rock. Nel 1992 il bassista Dadi Carvalho fu sostituito da Rodrigo Santos.
Nel 2001, dopo la loro esibizione alla terza edizione del Rock in Rio, la band decise di prendersi una pausa: il ritorno avvenne nel 2004.
Dopo un tour di due anni, il 12 gennaio 2007 la band tenne il suo ultimo spettacolo a Rio de Janeiro, e i suoi membri iniziarono a dedicarsi a progetti solisti.
Nel 2012, Frejat e Rodrigo Santos annunciarono il secondo ritorno della band dopo 5 anni. La morte di Peninha, avvenuta nel 2016, fu la causa di un nuovo stop.
Il 17 gennaio 2017, la band annunciò il ritorno ufficiale sul palco, senza però la presenza di Frejat. Al suo posto arrivò Rodrigo Suricato, artista musicale lanciato dal talent-show Superstar. Ma nel novembre dello stesso anno il bassista Rodrigo Santos lasciò la band per dedicarsi esclusivamente ai suoi progetti personali.
Nel 2018, il gruppo incise A Solidão Te Engole Vivo, la loro prima nuova canzone con la voce di Rodrigo Suricato.
L'anno successivo, la band pubblicò Viva, un nuovo album dopo ben 15 anni.

## Formazione

### Formazione originale (1981 - 1985)
- Cazuza - voce
- Guto Goffi - batteria e percussioni
- Roberto Frejat - chitarra e cori
- Dé - basso e cori
- Maurício Barros - tastiere e cori

### Formazione attuale
- Guto Goffi - batteria (1981-presente) e percussione (1981-1989)
- Fernando Magalhães - chitarra e cori (1989-presente)
- Maurício Barros - tastiera e cori (1981-1987, 1991-presente), voce (2017-presente)
- Rodrigo Suricato - voce e chitarra (2017-presente)
- Márcio Alencar - basso e cori (2017-presente)

### Ex componenti
- Cazuza - voce (1981-1985)
- Dé - basso e cori (1981-1989)
- Dadi Carvalho - basso (1990)
- Peninha - percussioni (1989-2016)
- Roberto Frejat - chitarra (1981-2017), cori (1981-1985) e voce (1985-2017)
- Rodrigo Santos - basso, cori (1992-2017) e voce (2017)

## Discografia

### Album studio

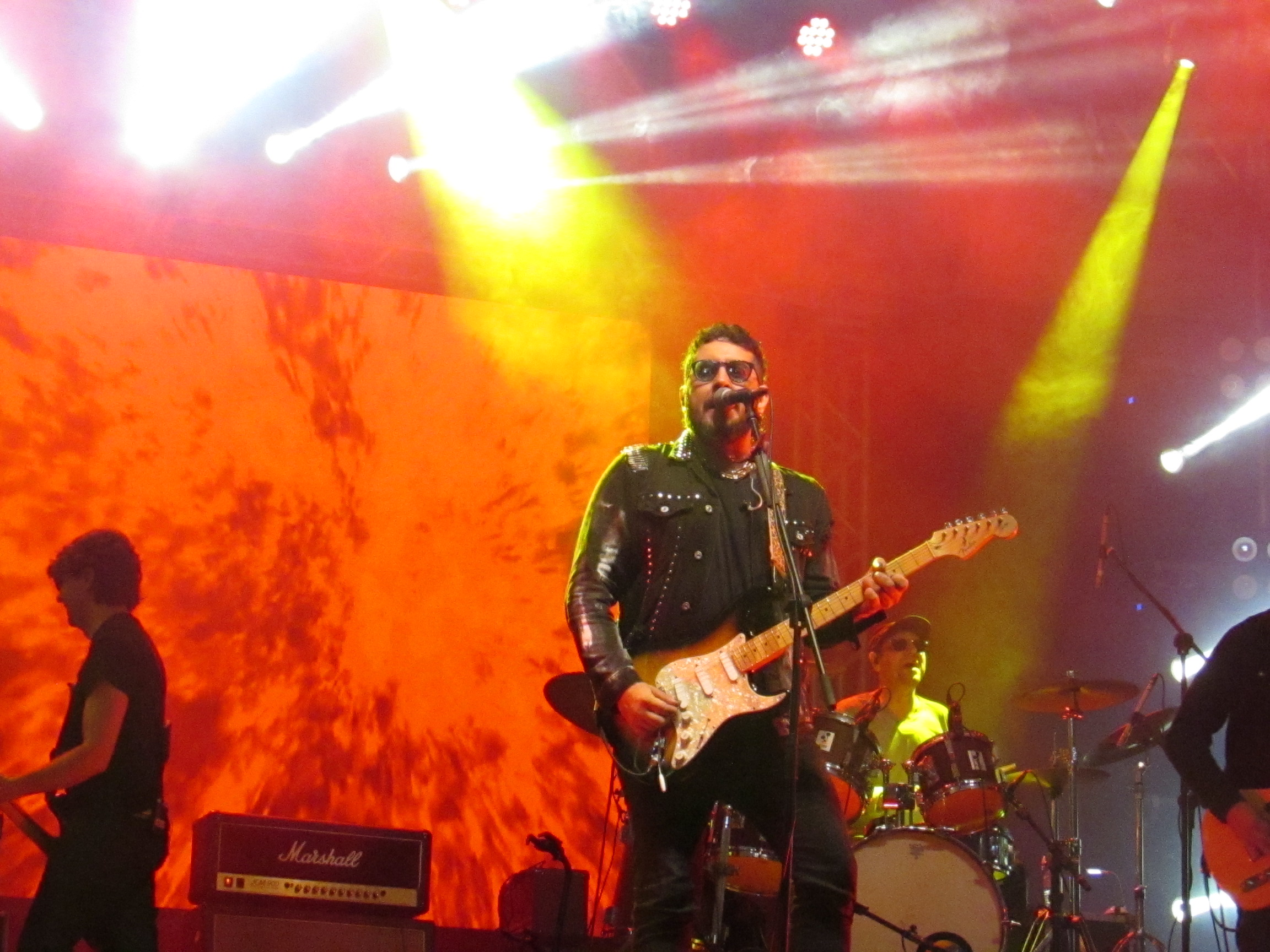
I Barão Vermelho nel 2022 in concerto

- 1982 - Barão Vermelho
- 1983 - Barão Vermelho 2
- 1984 - Maior Abandonado
- 1986 - Declare Guerra
- 1987 - Rock'n Geral
- 1988 - Carnaval
- 1990 - Na Calada da Noite
- 1992 - Supermercados da Vida
- 1994 - Carne Crua
- 1996 - Álbum
- 1998 - Puro Êxtase
- 2004 - Barão Vermelho

### Raccolte
- 1989 - Melhores Momentos: Cazuza & Barão Vermelho
- 2002 - Pedra, Flor e Espinho

### Live
- 1989 - Barão ao Vivo
- 1991 - Acústico MTV
- 1992 - Barão Vermelho ao Vivo
- 1999 - Balada MTV
- 2005 - MTV ao Vivo
- 2007 - Rock in Rio 1985